# テトラリン
テトラリン (tetralin) または1,2,3,4-テトラヒドロナフタレン（1,2,3,4-tetrahydronaphthalene）は、化学式が C10H12 で表される芳香族炭化水素の一種。炭素の骨格はナフタレンと似ているが、片方の環が水素化され飽和した構造を持つ。
ナフタレン様の臭気を有する無色透明の液体で、水より軽い。水には溶けないが、多くの有機溶媒に溶ける。テトラリン自体も溶媒として用いられる。
空気中で酸化されやすく、爆発性のテトラリンヒドロペルオキシド（1-ヒドロペルオキシ-1,2,3,4-テトラヒドロナフタレン）となるため、古いものを蒸留するときには注意が必要である。

## 合成
テトラリン骨格はバーグマン環化 (Bergman cyclization) で合成できる。古典的には、ダルツェンテトラリン合成 (Darzens tetralin synthesis)、すなわち 4-アリール-1-ペンテンに硫酸を作用させてメチルテトラリン誘導体へと環化させる合成法も知られる。
また、単純にナフタレンを白金触媒下で水素化する方法もある。